# Heteronyx variegatus
Heteronyx variegatus är en skalbaggsart som beskrevs av Blackburn 1888. Heteronyx variegatus ingår i släktet Heteronyx och familjen Melolonthidae. Inga underarter finns listade i Catalogue of Life.